# طرديلن الذرة
طرديلن الذرة (الاسم العلمي:Tordylium segetum)  هو نوع غير مؤكد من النباتات يتبع جنس الطرديلن من الفصيلة الخيمية     .	